# Licuala ahlidurii
Licuala ahlidurii är en enhjärtbladig växtart som beskrevs av Saw. Licuala ahlidurii ingår i släktet Licuala och familjen Arecaceae. Inga underarter finns listade i Catalogue of Life.